# J. Edgar Hoover

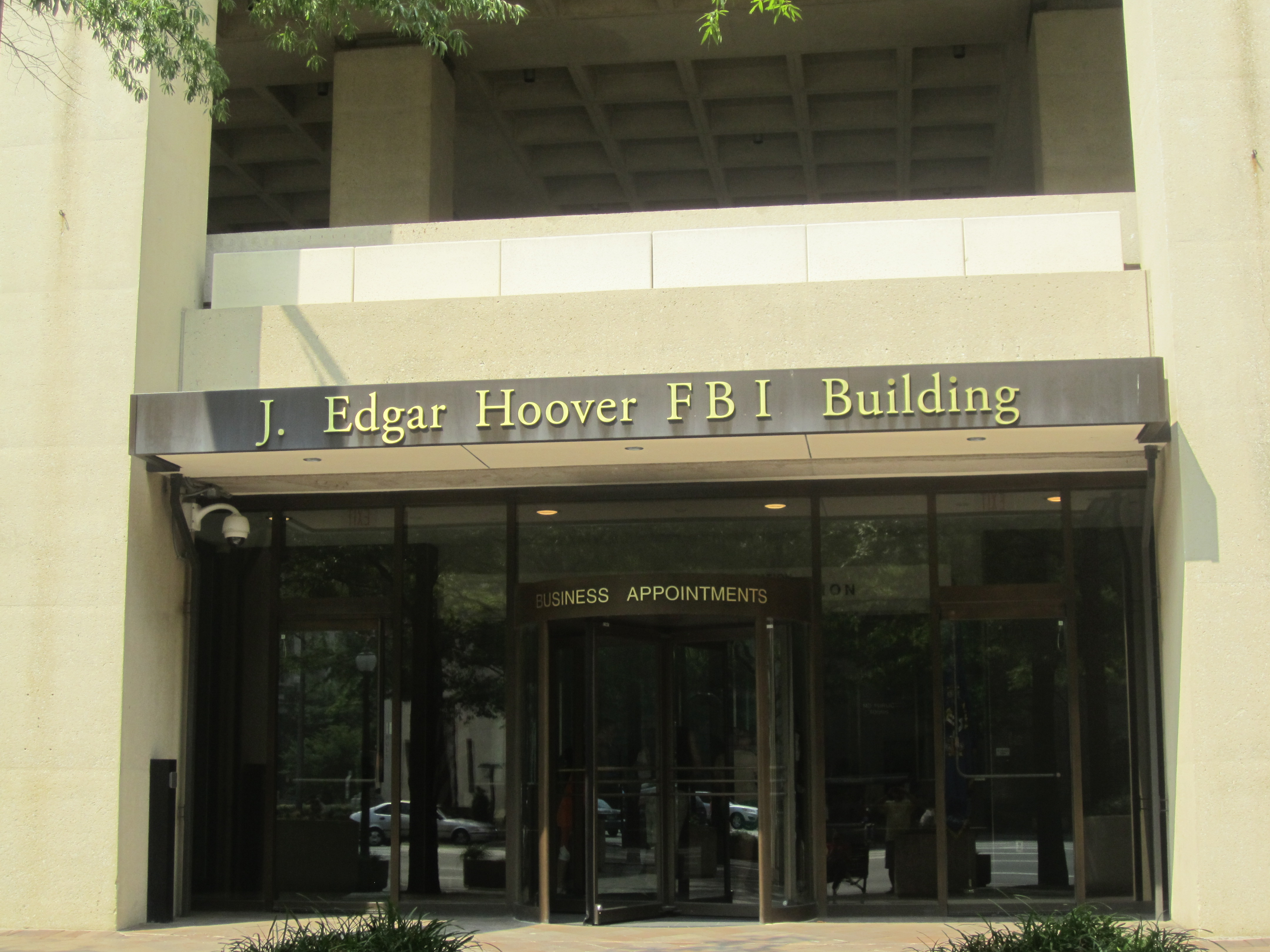
Tòa nhà J. Edgar Hoover FBI ở Washington, D.C.

John Edgar Hoover (01 tháng 1 năm 1895 - 02 tháng 5 năm 1972) là Giám đốc đầu tiên của Cục Điều tra Liên bang (FBI) của Hoa Kỳ. Được bổ nhiệm Giám đốc Cơ quan Điều tra, tiền thân của FBI trong năm 1924, ông có công trong việc thành lập FBI vào năm 1935, nơi ông tiếp tục làm giám đốc 37 năm liền cho đến khi qua đời năm 1972. Hoover được cho là đã xây dựng FBI thành một cơ quan chống tội phạm quy mô lớn và hiệu quả, và thực hiện một số hiện đại hóa trong công nghệ điều tra, chẳng hạn như một hồ sơ lưu trữ dấu vân tay tập trung và các phòng thí nghiệm pháp y.
Giai đoạn cuối cuộc đời và sau khi qua đời, Hoover trở thành một nhân vật gây tranh cãi khi bằng chứng của những hoạt động bí mật của ông đã dần được công khai. Các phê bình về ông đã cáo buộc ông vượt quá thẩm quyền của FBI. Ông đã sử dụng FBI để quấy rối các nhà bất đồng chính kiến và các nhà hoạt động chính trị, để thu thập các hồ sơ bí mật của các nhà lãnh đạo chính trị, và thu thập chứng cứ bằng cách sử dụng các phương pháp bất hợp pháp. Thời gian cầm quyền của các giám đốc FBI hiện nay chỉ giới hạn trong vòng 10 năm, tuân thủ theo sự cho phép mở rộng của Thượng viện Hoa Kỳ, do nhiệm kỳ dài và gây tranh cãi của ông.